# Château de Couches
Le château de Couches est situé sur la commune de Couches en Saône-et-Loire, en contrebas de la ville, sur un replat qui domine la vallée de la Creuse. 
Il fait partie des anciennes forteresses du duché de Bourgogne et permettait notamment de protéger la route menant de Paris à Chalon en passant par Autun.
C'est l'un des quatorze lieux d'exception ouverts au public réunis depuis une vingtaine d'années au sein de « La Route des châteaux en Bourgogne du Sud ».

## Description
Le château de Couches, dit de Marguerite de Bourgogne, est un ensemble inscrit au titre des monuments historiques français.
Le château occupe un vaste quadrilatère encore ceint de murailles arasées à hauteur d'appui sur trois côtés. À l'angle sud-est, se dresse une haute tour vraisemblablement construite au XIIe siècle et qui contrôlait l'accès primitif de la forteresse. Elle fut pourvue, au XVe siècle, d'une tourelle hors œuvre renfermant un escalier à vis. La courtine orientale est flanquée, en son centre, de la base d'une tour carrée démantelée. Entre les deux tours rondes du XIIIe siècle, se trouve la chapelle, de style gothique flamboyant, construite en 1460 par Claude de Montagu, à l'emplacement d'un petit sanctuaire et, dans le prolongement de cette chapelle, un corps de logis de plan rectangulaire, flanqué de deux tours carrées, l'ensemble relevant du style « troubadour » et datant du XIXe siècle. Le château fait partie d'un domaine viticole produisant des vins d'appellation Bourgogne côte-du-couchois.

## Historique

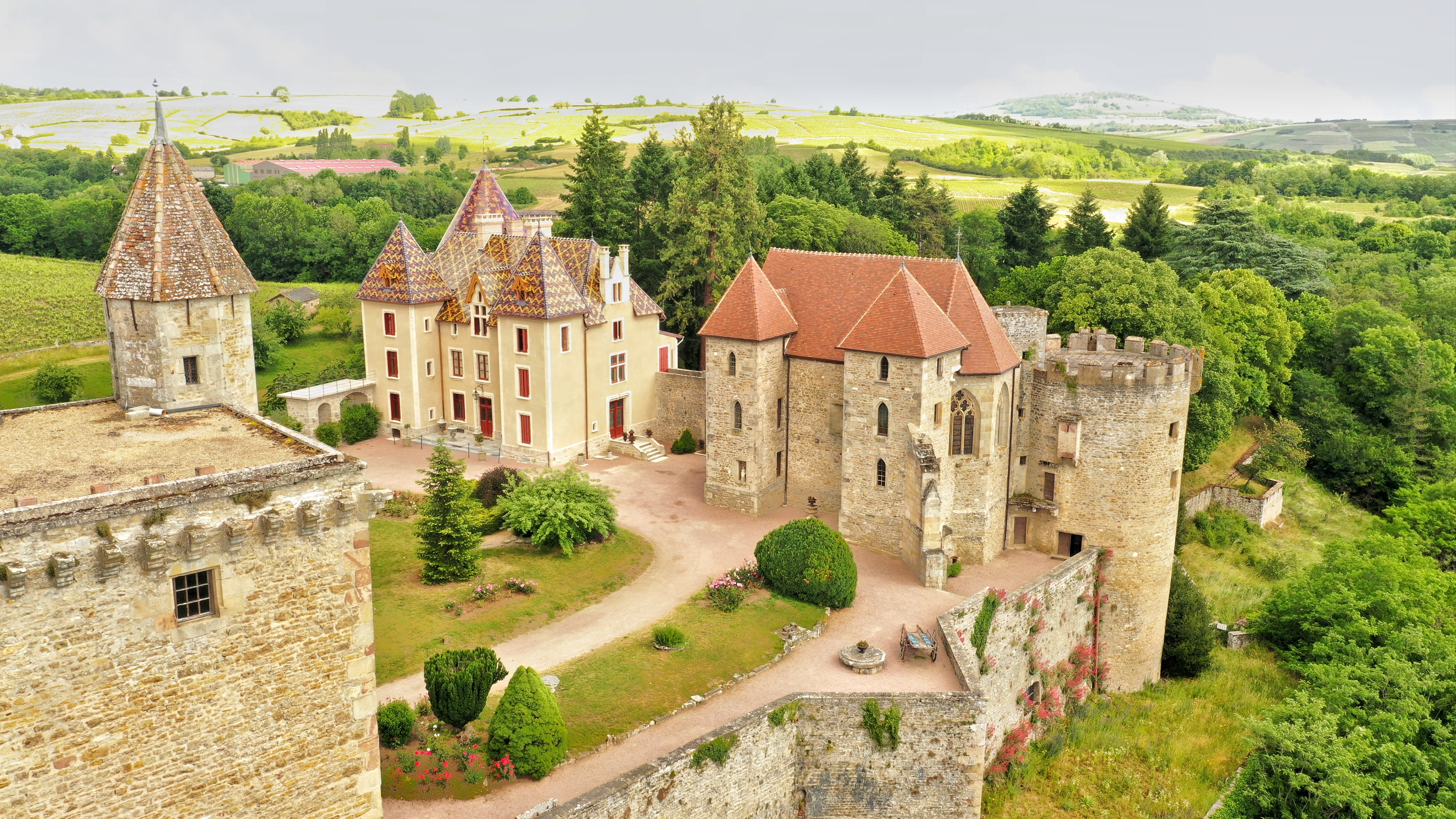
Le Château de Couches.

- XIe siècle : le fief est possédé par les seigneurs de Couches ; l'un d'eux, Gaudry entreprend la construction de la forteresse
- XIIe siècle : par mariage, il échoit à Hugues, seigneur de la Roche-Nolay
- milieu du XIIIe siècle : l'arrière-petit-fils du précédent, prénommé aussi Hugues, agrandit le château
- fin du XIIIe siècle : la petite-fille du précédent, Marie de Couches, reçoit le domaine en dot lors de son mariage avec Étienne Ier de Bourgogne-Monta(i)gu (1273-1315, seigneur de Sombernon, descendant des ducs de la première Maison capétienne de Bourgogne
- 1471 : Claude de Montaigu (1404-1471), seigneur de Couches, Epoisses et Longvy, descendant du précédent à la 5e génération et mari de Louise de La Tour d'Auvergne (fille de Bertrand IV), meurt au combat de Buxy contre les troupes de Louis XI ; la forteresse qui vient de subir d'importantes transformations, échoit à son petit-cousin, Claude de Blaisy, vicomte d'Arnay (fils de Claude et petit-fils d'Alexandre III de Blaisy et Catherine de Bourgogne-Monta(i)gu de Couches, une tante paternelle de Claude de Montagu ; Claude de Blaisy épousa autre Louise de La Tour d'Auvergne, fille de Bertrand VI et petite-nièce de la première Louise de La Tour d'Auvergne), puis à leur fille, Suzanne de Blaisy, qui marie Christophe de Rochechouart-Chandeniers
- 1590 : le château est pris et pillé par Antoine du Prat (arrière-petit-fils d'Antoine), baron de Vitteaux, qui fait tuer toute la garnison ; la forteresse est alors démantelée
- Le château resta dans la famille de Rochechouart sur deux générations, Philippe de Rochechouart, décédé sans postérité en 1631, légua tous ses biens à son cousin Anne Pot, petit-fils de François Pot et Gabrielle de Rochechouart
- Leur petite-fille, Charlotte Pot-de-Rochechouart, dernière représentante de la famille Pot de Rochechouart, épousa en 1663 Jean-Nicolas de Fuligny-Damas, lui apportant la baronnie de Couches, les seigneuries de St-Péreuse, Marigny-sur-Ouche, etc. (St-Péreuse venait du mariage d'Hugues de Bourgogne-Montagu, l'arrière-grand-père de Claude et le petit-fils d'Étienne Ier ci-dessus, avec Jeanne de Seignelay de Beaumont-sur-Serein ; Marigny venait des noces de Marie de Frôlois et de Philibert Ier de Bourgogne-Montagu, ce dernier étant respectivement le fils et le père desdits Étienne Ier et Hugues)
- Le domaine passe à leur fils, Henry-Anne de Fuligny-Damas (1669-1745), comte de Rochechouart, baron de Marigny-sur-Ouche, de Couches et de Saint-Péreuse, seigneur d'Agey
- XVIIe siècle : propriété (en partie) des d'Aumont, qui avaient des droits sur Couches et Monta(i)gu depuis le mariage en 1456 de Jacques Ier d'Aumont avec Catherine d'Estrabonne, petite-fille de Philiberte de Bourgogne-Monta(i)gu de Couches, autre tante paternelle de Claude de Montagu
- XIXe siècle : En 1844, le comte Odet-Louis-Joseph de Montagu rachète le château qui tombait en ruine. Il entreprend de grands travaux de réfection et les bâtiments d'habitation sont reconstruits en style néo-gothique.
- 1946 : début de la restauration du donjon et de la chapelle où seront rassemblées de belles collections d'objets d'art par la famille de Léonard Cayot et sa descendance.
- En décembre 2009, le couple Poelaert fait l'acquisition du château et lance un programme de rénovation et de mise en valeur[4].

Une théorie soutient sans sources, que la reine Marguerite de Bourgogne, répudiée par le roi Louis X le Hutin, ne serait pas morte, comme nous l'apprend l'historiographie la plus fréquente, en 1315 à la prison de Château-Gaillard, mais qu'elle aurait été recueillie dans le plus grand secret par sa cousine Marie de Couches et serait en fait morte en 1333. D'où le nom de château de Marguerite de Bourgogne couramment donné à la forteresse.

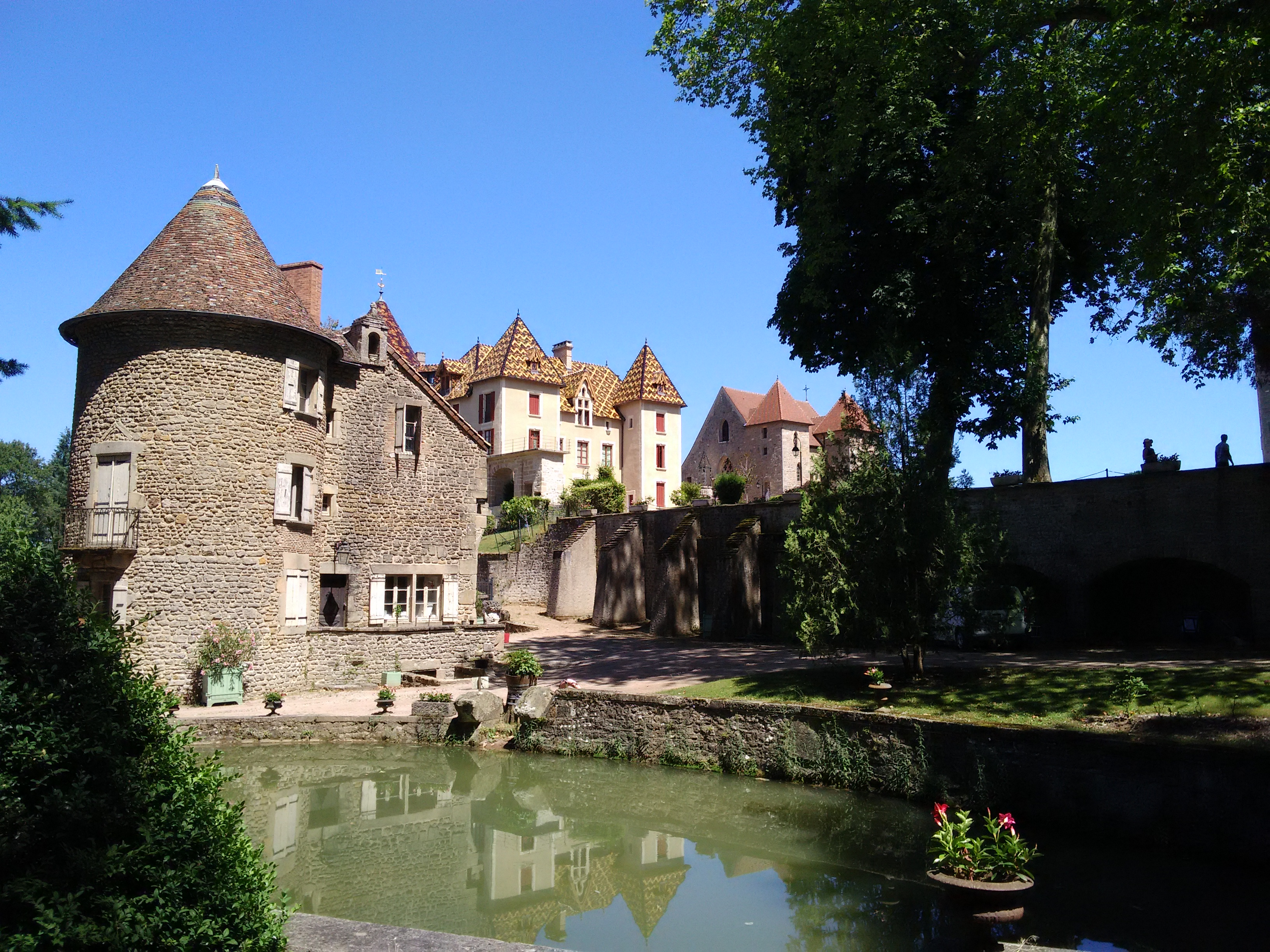
Le château et la chapelle vus depuis la pièce d'eau.
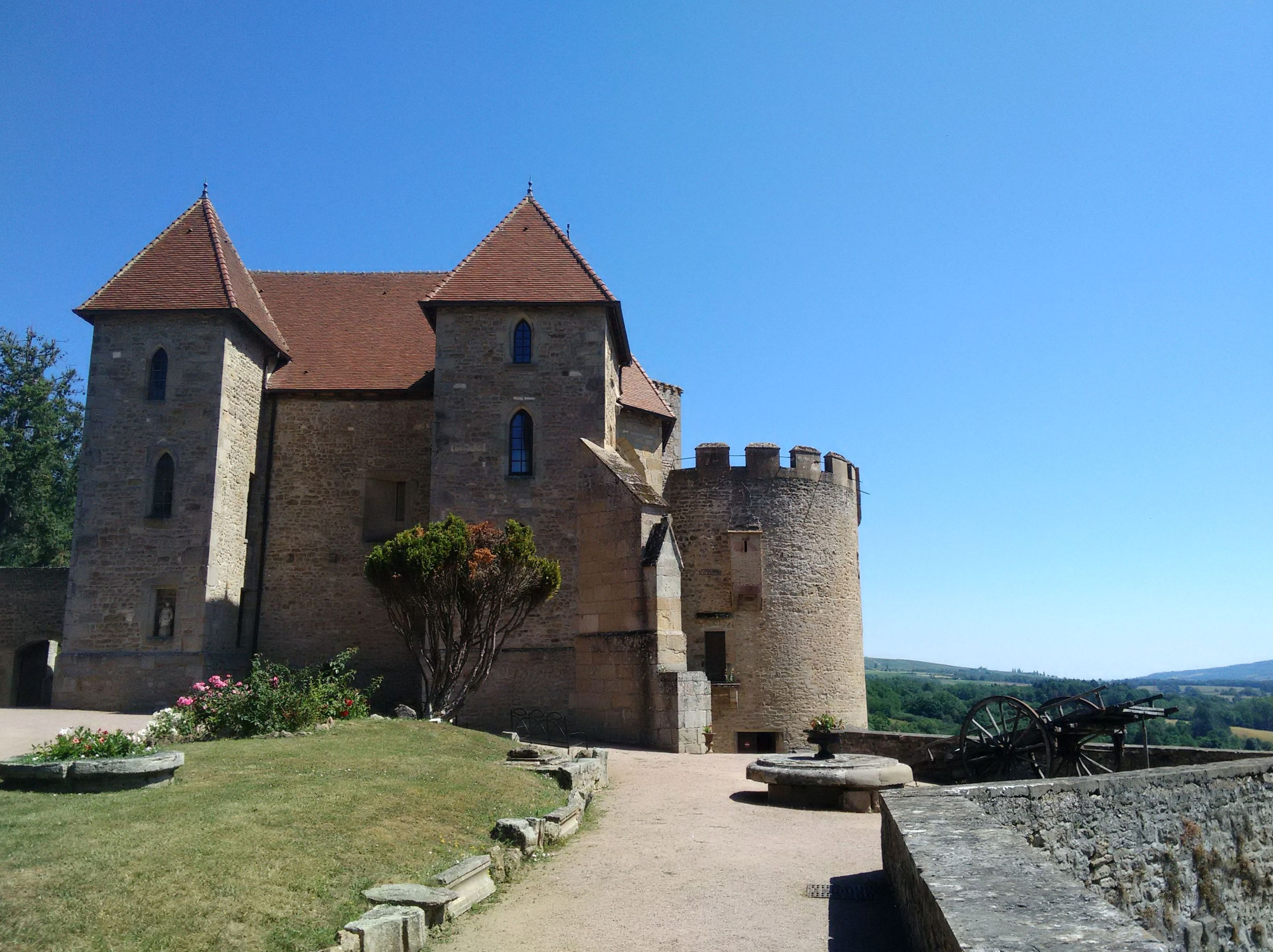
La chapelle Saint-Ruf depuis les remparts.
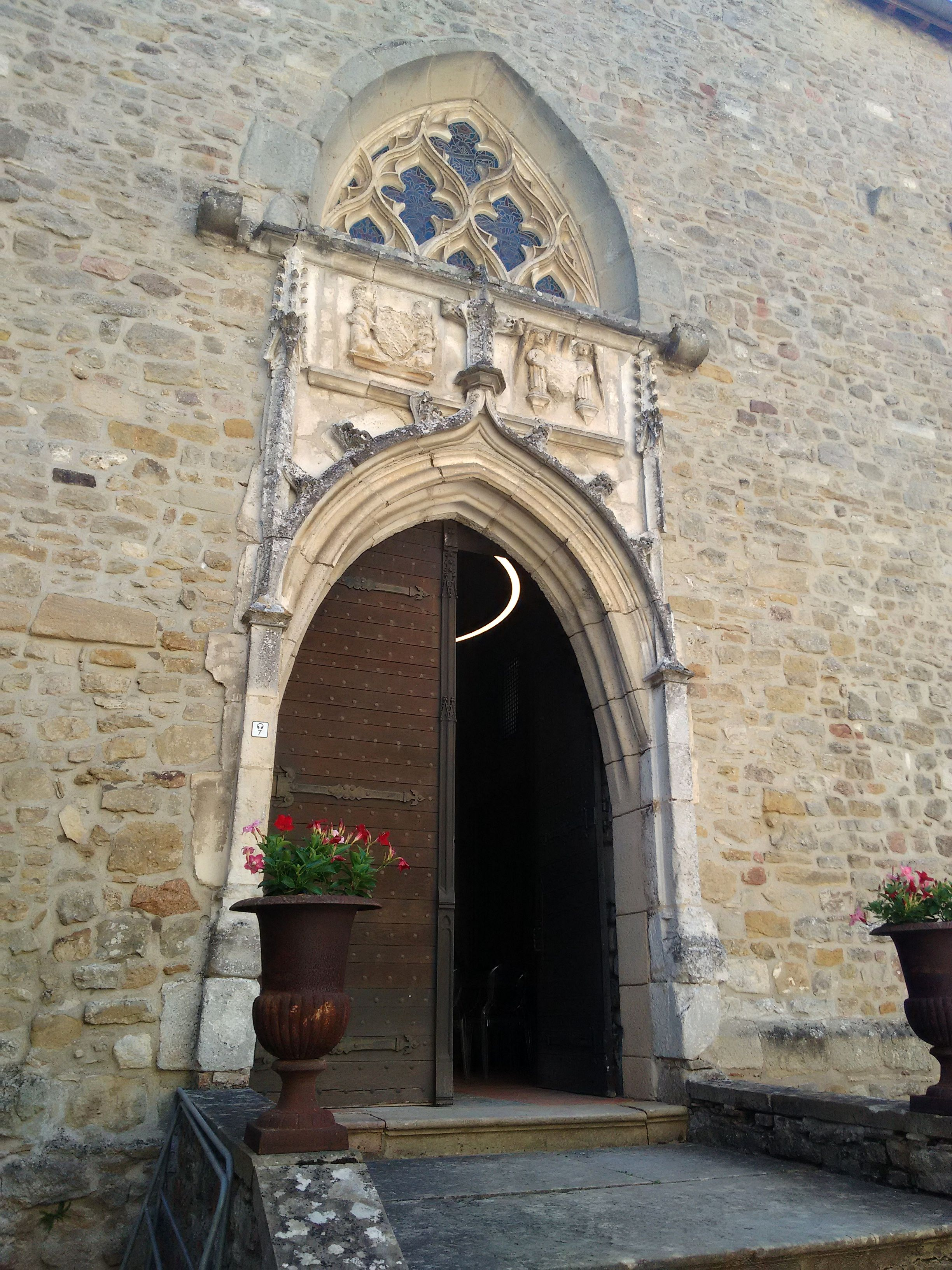
Le portail gothique de la chapelle Saint-Ruf.
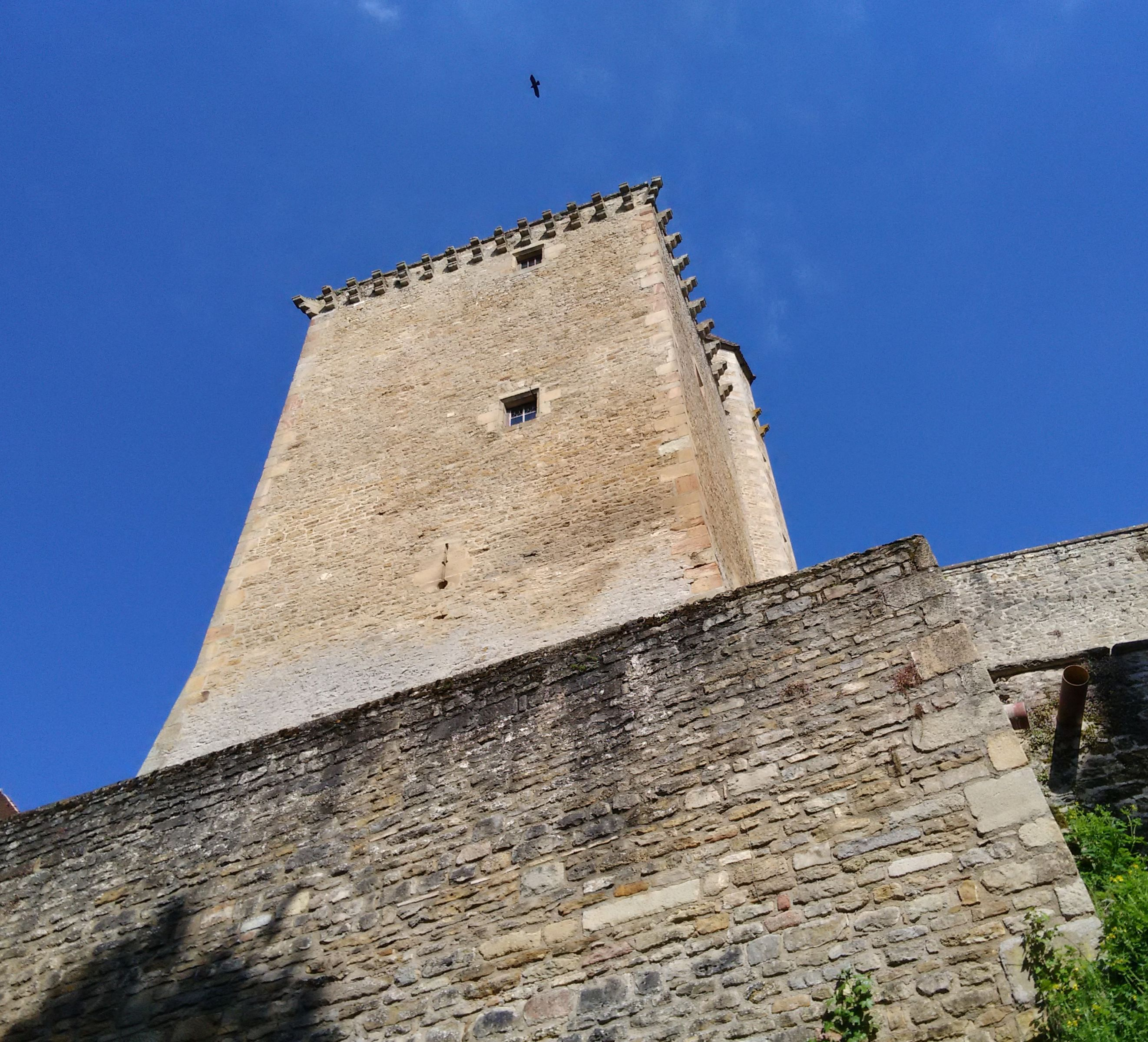
Le donjon vu depuis la rue du Pont-Levis.
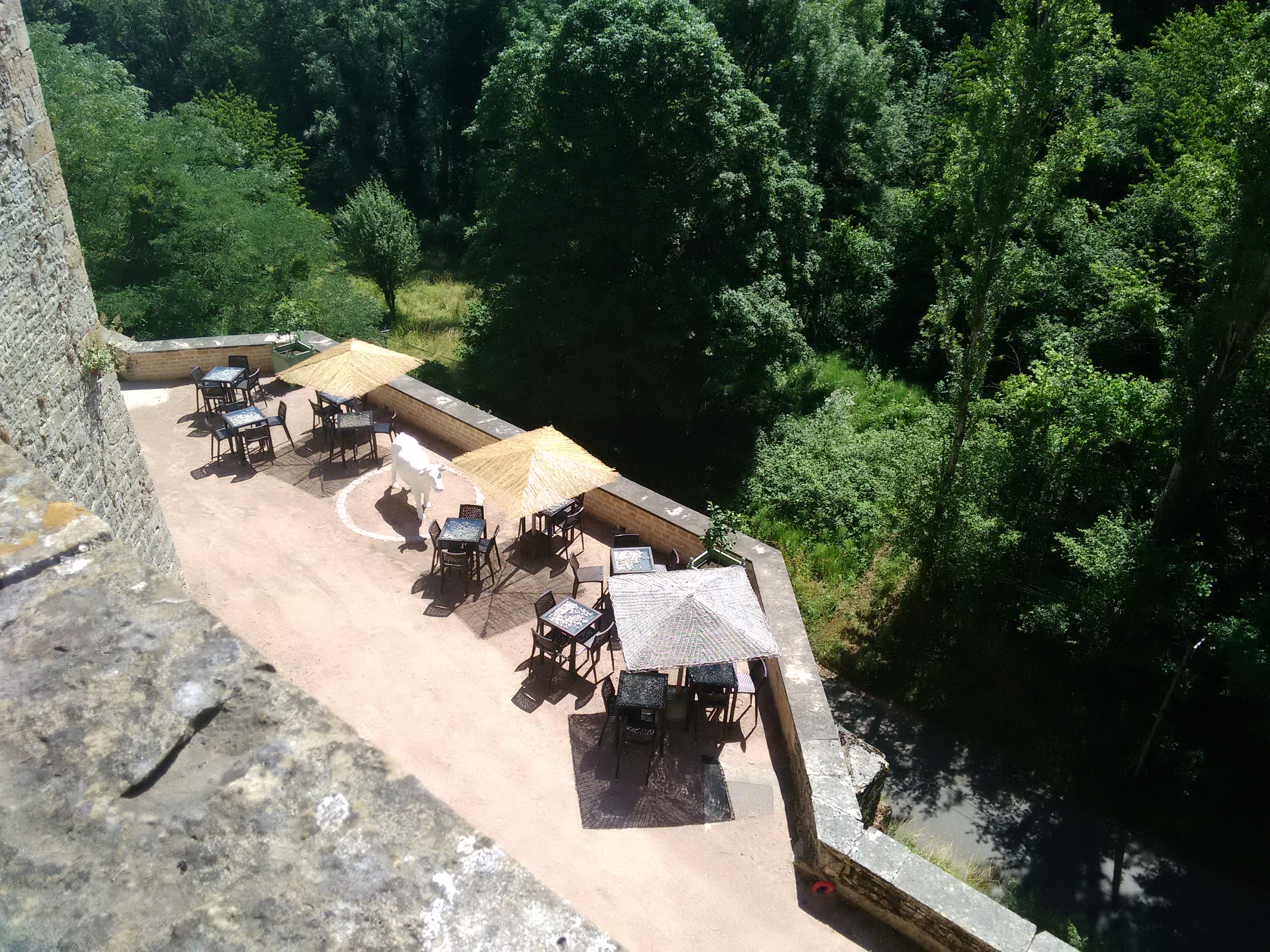
Esplanade aménagée sur le rempart inférieur.
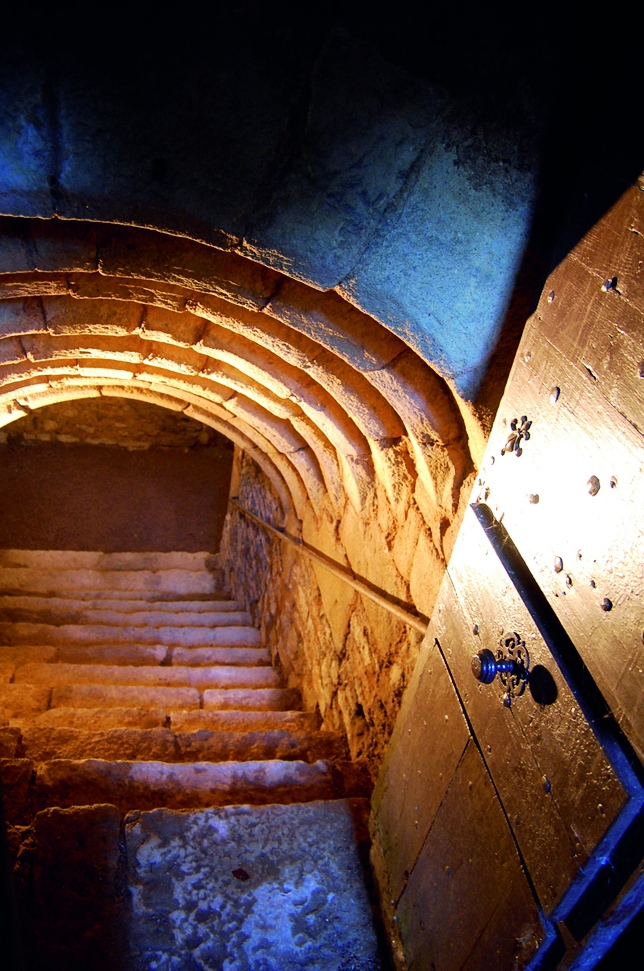
Couvrements d’escaliers constitués d’arcs successifs décalés.
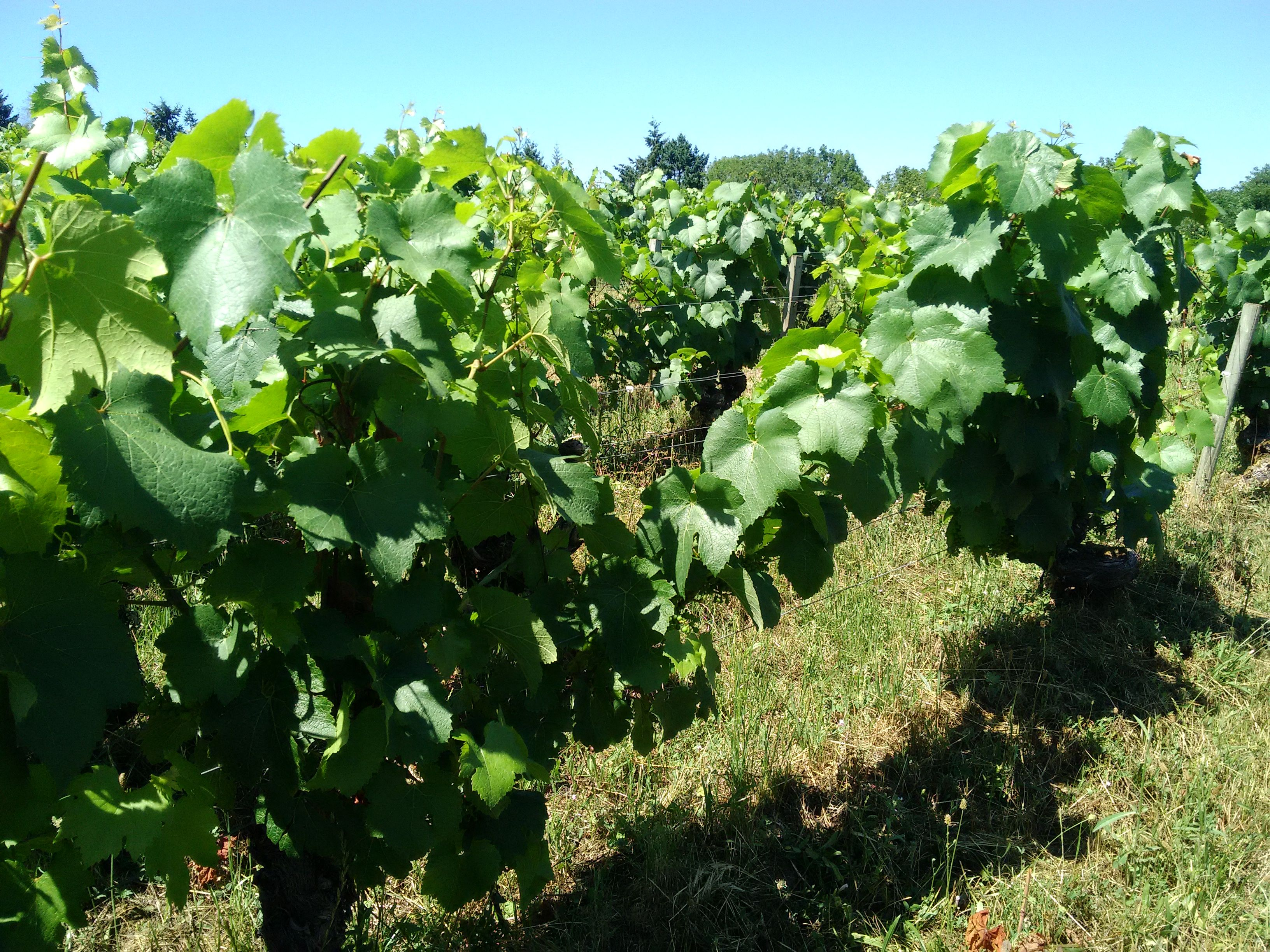
Les vignes du clos Marguerite près du château.

## Culture populaire
En novembre 1986, le vidéo-clip de la chanson "Cry Wolf" par le groupe norvégien a-ha y a été tournée par Steve Barron.